# 馬利安多摺蘚
馬利安多摺蘚（学名：Spruceanthus marianus）为細鱗蘚科多摺蘚屬下的一个种。